# Arbeitsbeanspruchung

Belastung und Beanspruchung als mechanisches Modell

Eine Arbeitsbeanspruchung ist die personenbezogene Auswirkung einer Arbeitsbelastung aus einer Arbeitstätigkeit auf den Ausführenden. Diese Wirkung ist von der Leistungsfähigkeit der Arbeitsperson sowie bereits vorausgegangener Belastungen abhängig. Daher sind bei gleichen Arbeitsbelastungen individuell und zeitlich unterschiedliche Wirkungen zu erwarten.
Erträgliche Beanspruchungshöhen werden durch die Dauerleistungsgrenze ermittelt. Eine Beanspruchung, die über dieser Grenze liegt, ruft in den betroffenen Organen oder Organsystemen eine Ermüdung hervor.  Als Dauerleistungsgrenze gilt in diesem Zusammenhang die maximale Leistung, die während der gesellschaftsüblichen täglichen zusammenhängenden Arbeitszeit – 8 Arbeitsstunden – auf die Dauer möglich ist und bis zu der eine zusätzliche Erholung nicht notwendig wird (siehe auch Normalleistung).
Auf die physische Belastung bezogen führt beispielsweise eine mittlere Arbeitsbelastung, etwa das Heben eines 25 kg schweren Tragekorbes bei einer durchschnittlichen Arbeitsperson zu einer höheren Beanspruchung als bei einer überdurchschnittlich starken und trainierten Arbeitsperson. Einen Unterschied macht es auch, ob die Arbeitsperson dies in einem ausgeruhten Zustand vornimmt oder vorher bereits öfter diese Arbeit vollzogen hat. Siehe auch Leitmerkmalmethode.
Für die Untersuchung psychischer Belastungen und Beanspruchungen gilt die sozialpsychologische Stresstheorie als angemessener Bezugsrahmen: laut dem auf der Stresstheorie aufbauenden Person-Environment-Fit-Modell (Person-Umwelt-Übereinstimmungs-Modell) führt eine Kluft zwischen wahrgenommenen Arbeitsanforderungen einerseits und personalen Arbeitsfähigkeiten und Arbeitsansprüchen andererseits über einen Zustand psychischer Spannung zu gesundheitlichen Störungen.
Die Arbeitsbeanspruchung ist ein wesentliches Kriterium bei der Vergabe von Arbeitsaufgaben an Ausführende (siehe auch: Arbeitsstrukturierung). Wichtiges Kriterium ist hierbei Dauerbeanspruchungsgrenze, also die Höhe der Beanspruchung, die auch bei fortgesetzter Dauer einer Belastung gerade noch gleich bleibt und nicht ständig ansteigt (siehe auch: Dauerleistungsgrenze).